# Gallseife

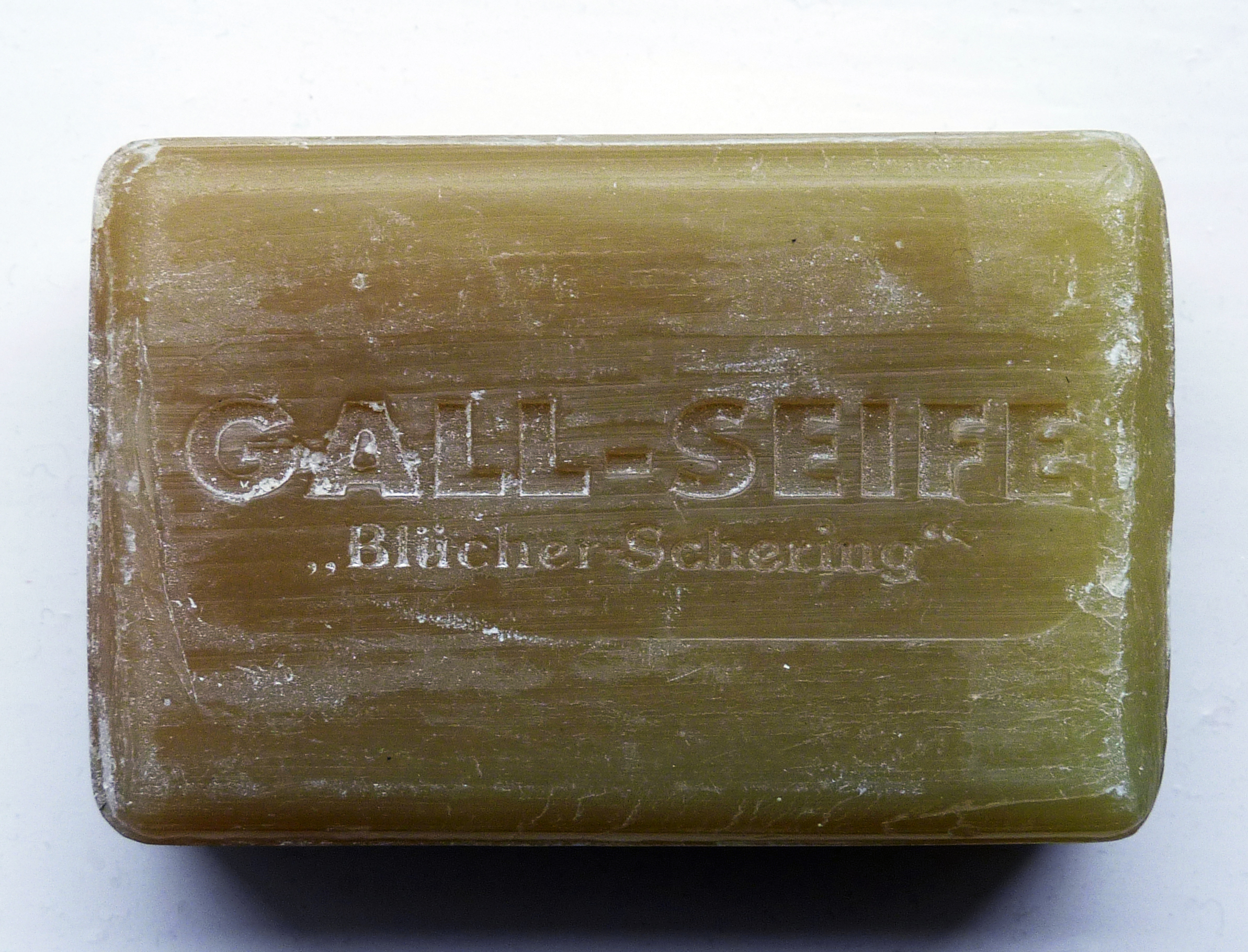
Gallseife

Gallseife ist ein Seifenprodukt aus Kernseife und Rindergalle. Sie ist als festes oder flüssiges Endprodukt erhältlich und ein altes Hausmittel zur Behandlung von Flecken in Textilien.

## Waschaktive Wirkung
Gallseife wirkt gegen viele Arten von Schmutz, insbesondere aber gegen Flecken durch Fette, Stärke, Blut, Obst (Pflanzenfarben) und Proteine. Die Waschwirkung von Rindergalle beruht auf den emulgierenden Eigenschaften der hierin enthaltenen Salze von Gallensäuren, zum Beispiel Glycocholsäure und Taurocholsäure. Waschaktive Substanzen und Enzyme sind in der Gallenflüssigkeit praktisch nicht vorhanden.

## Anwendung
Zur Fleckentfernung wird die betroffene Stelle angefeuchtet, mit einem Stück Gallseife kräftig eingerieben und anschließend ausgewaschen oder das so behandelte Wäschestück ohne vorheriges Auswaschen wie gewohnt in der Waschmaschine gewaschen.